# Nicolas Corbeil
Pour les articles homonymes, voir Corbeil.

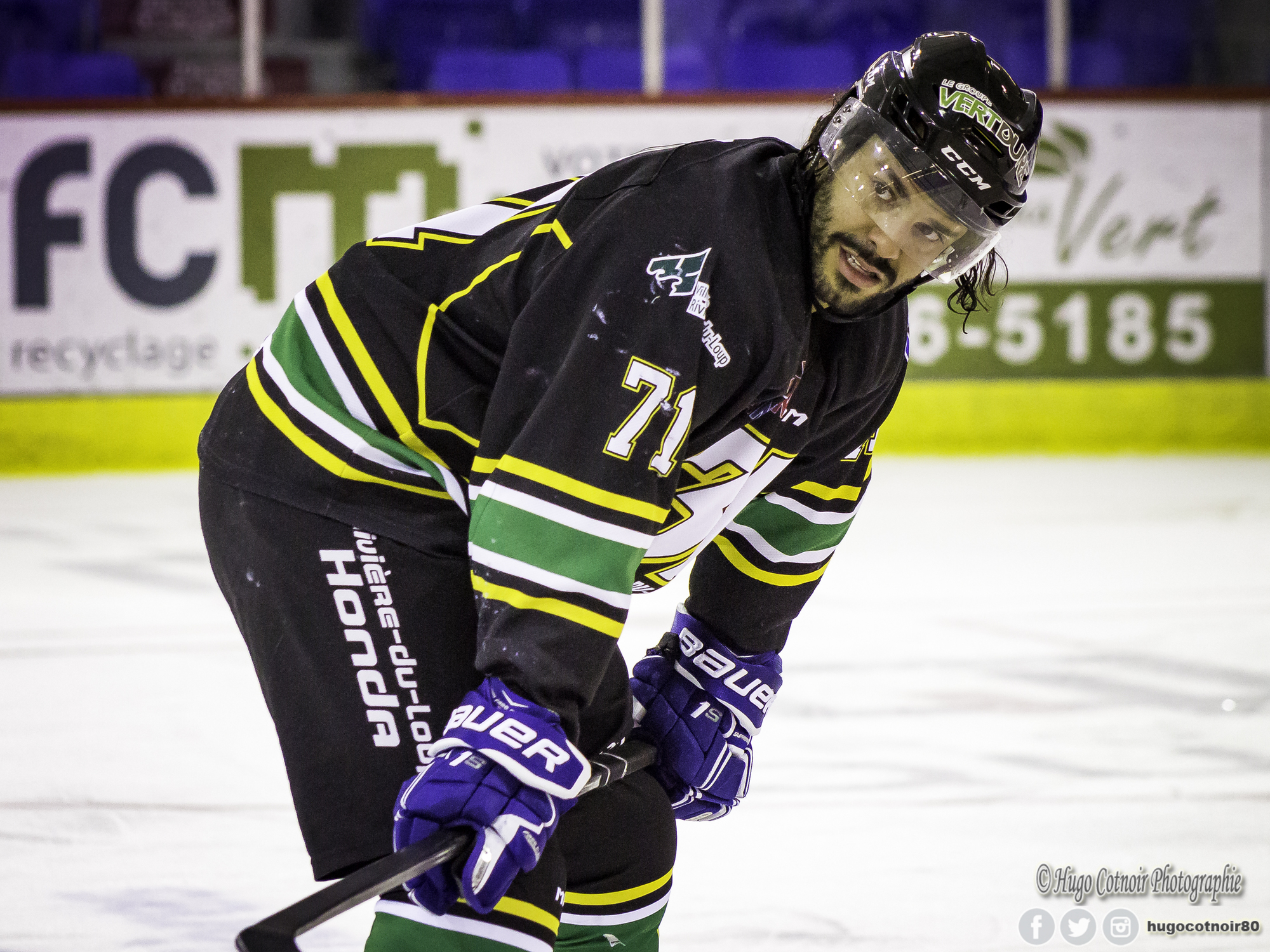
Nicolas Corbeil disputant son premier match avec les 3L de Rivière-du-Loup le 1 décembre 2017 après une transaction avec les Draveurs de Trois-Rivières.

Nicolas Corbeil (né le 30 mars 1983 à Laval, dans la province de Québec au Canada) est un joueur professionnel canadien de hockey sur glace évoluant pour les 3L de Rivière-du-Loup dans la Ligue nord-américaine de hockey.

## Carrière de joueur
Entre 1999 et 2003, il joue avec les Castors de Sherbrooke de la Ligue de hockey junior majeur du Québec.
Au printemps 2001, il est repêché au 3e tour (88e au total) par les Maple Leafs de Toronto de la Ligue nationale de hockey.
Il commence sa carrière professionnelle à l'automne 2003, alors qu'il joue avec le Pride de Florence de l'East Coast Hockey League, puis un match dans la Ligue américaine de hockey, avec les Admirals de Norfolk. Au milieu de la saison, il décide de revenir dans la LHJMQ, il se joint aux Screaming Eagles du Cap-Breton.
Lors des trois saisons suivantes, il joue dans la Ligue américaine de hockey avec les Bears de Hershey, les Lock Monsters de Lowell et les Admirals de Milwaukee, dans l'ECHL avec les Sea Wolves du Mississippi, les Gulls de San Diego et les Lynx d'Augusta et dans la United Hockey League avec les IceHogs de Rockford.
À l'automne 2007, il se joint aux Summum-Chiefs de Saint-Jean-sur-Richelieu de la Ligue nord-américaine de hockey. Il est par la suite échangé à l'Isothermic de Thetford Mines.
Il passe la saison 2008-2009 en Italie, avec le AS Renon de la Serie A.
À l'automne 2009, il revient avec l'Isothermic de Thetford Mines. Le 20 octobre 2009, il est échangé au Lois Jeans de Pont-Rouge.
À l'été 2010, il est à nouveau échangé à l'Isothermic de Thetford Mines.
Le 29 aout 2011, il est échangé au Wild de Windsor en compagnie de David Massé, Guillaume Veilleux et les droits sur l'attaquant Toby Lafrance. En retour, Jean-François Laplante, Andrew Sharp, Éric Faille et Frédéric Bélanger passent à l'Isothermic. Plutôt que de jouer avec sa nouvelle équipe, il décide de signer un contrat avec les Warriors d'Akwesasne de la Federal Hockey League.
À l'été 2012, il fait un retour dans la LNAH, alors que le 5 juillet, il signe un contrat avec les Riverkings de Cornwall.
Le 27 novembre 2014, il effectue un quatrième séjour avec l'Isothermic de Thetford Mines, alors que les Riverkings de Cornwall l'échangent en compagnie de Ryan James Hand et du fougueux Anthony Pitarrelli. En retour, la formation de l'Ontario obtient André Sanzdryk , Philippe Pépin et un choix de 6e ronde au repêchage de 2015.
Le 8 août 2016, il est échangé au Blizzard de Trois-Rivières en retour du robuste Thomas Bellemare.
Le 29 novembre 2017, dans une transaction critiquée par les partisans des Draveurs de Trois-Rivières (LNAH), il est échangé aux 3L de Rivière-du-Loup avec les droits sur l'attaquant Louick Marcotte ainsi qu'un choix de troisième ronde au repêchage de 2018, en retour de l'attaquant Étienne Archambault, des droits sur l'attaquant Jérémy Plourde et d'un choix de sixième ronde au repêchage de 2018.
Le 17 février 2018, il inscrit le 400e point de sa carrière dans la LNAH dans un match contre son ancienne équipe, les Draveurs.

## Statistiques
| Saison    | Équipe                                    | Ligue   |    | Saison régulière | Saison régulière | Saison régulière | Saison régulière | Saison régulière |   | Séries éliminatoires | Séries éliminatoires | Séries éliminatoires | Séries éliminatoires | Séries éliminatoires |
| Saison    | Équipe                                    | Ligue   | PJ | B                | A                | Pts              | Pun              | PJ               | B | A                    | Pts                  | Pun                  |                      |                      |
| 1999-2000 | Castors de Sherbrooke                     | LHJMQ   | 64 | 9                | 12               | 21               | 28               | 5                | 1 | 0                    | 1                    | 0                    |                      |                      |
| 2000-2001 | Castors de Sherbrooke                     | LHJMQ   | 68 | 33               | 51               | 84               | 159              | 3                | 1 | 3                    | 4                    | 4                    |                      |                      |
| 2001-2002 | Castors de Sherbrooke                     | LHJMQ   | 62 | 41               | 52               | 93               | 99               | -                | - | -                    | -                    | -                    |                      |                      |
| 2002-2003 | Castors de Sherbrooke                     | LHJMQ   | 68 | 31               | 63               | 94               | 85               | 12               | 9 | 16                   | 25                   | 18                   |                      |                      |
| 2003-2004 | Pride de Florence                         | ECHL    | 31 | 9                | 15               | 24               | 18               | -                | - | -                    | -                    | -                    |                      |                      |
| 2003-2004 | Admirals de Norfolk                       | LAH     | 1  | 0                | 0                | 0                | 0                | -                | - | -                    | -                    | -                    |                      |                      |
| 2003-2004 | Screaming Eagles du Cap-Breton            | LHJMQ   | 27 | 9                | 21               | 30               | 36               | 5                | 1 | 4                    | 5                    | 6                    |                      |                      |
| 2004-2005 | Bears de Hershey                          | LAH     | 3  | 1                | 0                | 1                | 2                | -                | - | -                    | -                    | -                    |                      |                      |
| 2004-2005 | Sea Wolves du Mississippi                 | ECHL    | 53 | 13               | 26               | 39               | 58               | -                | - | -                    | -                    | -                    |                      |                      |
| 2004-2005 | Gulls de San Diego                        | ECHL    | 13 | 1                | 1                | 2                | 22               | -                | - | -                    | -                    | -                    |                      |                      |
| 2005-2006 | Lock Monsters de Lowell                   | LAH     | 13 | 5                | 2                | 7                | 19               | -                | - | -                    | -                    | -                    |                      |                      |
| 2005-2006 | Lynx d'Augusta                            | ECHL    | 59 | 27               | 38               | 65               | 76               | 2                | 0 | 1                    | 1                    | 6                    |                      |                      |
| 2006-2007 | Admirals de Milwaukee                     | LAH     | 13 | 6                | 3                | 9                | 8                | -                | - | -                    | -                    | -                    |                      |                      |
| 2006-2007 | IceHogs de Rockford                       | UHL     | 53 | 19               | 29               | 48               | 68               | 17               | 9 | 11                   | 20                   | 28                   |                      |                      |
| 2007-2008 | Summum-Chiefs de Saint-Jean-sur-Richelieu | LNAH    | 31 | 14               | 21               | 35               | 29               | -                | - | -                    | -                    | -                    |                      |                      |
| 2007-2008 | Isothermic de Thetford Mines              | LNAH    | 13 | 7                | 9                | 16               | 25               | 7                | 6 | 5                    | 11                   | 27                   |                      |                      |
| 2008-2009 | AS Renon                                  | Serie A | 41 | 19               | 45               | 64               | 99               | 9                | 6 | 5                    | 11                   | 12                   |                      |                      |
| 2009-2010 | Isothermic de Thetford Mines              | LNAH    | 8  | 4                | 5                | 9                | 16               | -                | - | -                    | -                    | -                    |                      |                      |
| 2009-2010 | Lois Jeans de Pont-Rouge                  | LNAH    | 27 | 13               | 24               | 37               | 27               | -                | - | -                    | -                    | -                    |                      |                      |
| 2010-2011 | Isothermic de Thetford Mines              | LNAH    | 40 | 26               | 29               | 55               | 61               | 11               | 4 | 6                    | 10                   | 14                   |                      |                      |
| 2011-2012 | Warriors d'Akwesasne                      | FHL     | 29 | 34               | 36               | 70               | 99               | 1                | 2 | 0                    | 2                    | 15                   |                      |                      |
| 2012-2013 | Riverkings de Cornwall                    | LNAH    | 38 | 21               | 23               | 44               | 30               | 9                | 5 | 3                    | 8                    | 6                    |                      |                      |
| 2013-2014 | Riverkings de Cornwall                    | LNAH    | 34 | 25               | 19               | 44               | 27               | 5                | 0 | 2                    | 2                    | 10                   |                      |                      |
| 2014-2015 | Riverkings de Cornwall                    | LNAH    | 10 | 6                | 7                | 13               | 12               | -                | - | -                    | -                    | -                    |                      |                      |
| 2014-2015 | Isothermic de Thetford Mines              | LNAH    | 24 | 13               | 15               | 28               | 17               | 16               | 7 | 18                   | 25                   | 14                   |                      |                      |
| 2015-2016 | Assurancia de Thetford                    | LNAH    | 37 | 22               | 21               | 43               | 8                | 6                | 4 | 1                    | 5                    | 10                   |                      |                      |
| 2016-2017 | Blizzard CNS de Trois-Rivières            | LNAH    | 34 | 27               | 21               | 48               | 20               | -                | - | -                    | -                    | -                    |                      |                      |
| 2017-2018 | Draveurs de Trois-Rivières (LNAH)         | LNAH    | 14 | 6                | 5                | 11               | 6                | -                | - | -                    | -                    | -                    |                      |                      |
| 2017-2018 | 3L de Rivière-du-Loup                     | LNAH    | 21 | 11               | 8                | 19               | 30               | 7                | 1 | 5                    | 6                    | 15                   |                      |                      |
| 2018-2019 | 3L de Rivière-du-Loup                     | LNAH    | 4  | 0                | 0                | 0                | 0                | -                | - | -                    | -                    | -                    |                      |                      |
| 2018-2019 | Pétroliers du Nord                        | LNAH    | 21 | 11               | 7                | 18               | 8                | 4                | 0 | 1                    | 1                    | 6                    |                      |                      |

## Trophées et honneurs personnels
- 2006-2007 : gagne la Coupe Coloniale de la United Hockey League avec les IceHogs de Rockford.
- 2014-2015 : gagne la Coupe Vertdure de la Ligue nord-américaine de hockey avec l'Isothermic de Thetford Mines.
- 2016-2017 : gagne le Trophée Maurice Richard (LNAH) à titre de meilleur buteur de la Ligue nord-américaine de hockey avec les Draveurs de Trois-Rivières (LNAH).
- 2016-2017 : gagne le Trophée du joueur le plus gentilhomme de la Ligue nord-américaine de hockey avec les Draveurs de Trois-Rivières (LNAH).